# Protosphaeroniscus tertiarius
Protosphaeroniscus tertiarius is een pissebed uit de familie Scleropactidae. De wetenschappelijke naam van de soort is voor het eerst geldig gepubliceerd in 1980 door Helmut Schmalfuss.